# Pycnopleiospora fagi
Pycnopleiospora fagi är en svampart som beskrevs av C.Z. Wei, Y. Harada & Katum. 1997. Pycnopleiospora fagi ingår i släktet Pycnopleiospora, divisionen sporsäcksvampar och riket svampar.   Inga underarter finns listade i Catalogue of Life.